# Фавр, Патрик
Патрик Фавр (фр. Patrick Favre; род. 30 июля 1972 года, в городе Аоста, автономный регион Аостская Долина) — итальянский биатлонист, серебряный призёр Чемпионата мира 1999 года в спринте, бронзовый призёр чемпионата мира 1996 года в командной гонке, бронзовый призёр чемпионата мира 1997 года в эстафете.